# بايرون قود
بايرون قود (بالإنجليزية: Byron Good)‏ هو عالم إنسان أمريكي، ولد في 1944.